# Tartaranhão-alvinegro
O tartaranhão-alvinegro (Circus melanoleucos) é uma ave de rapina da família Accipitridae, cujo nome se deve à coloração branca e preta característica do macho.
É uma ave migratória endêmica da Ásia, variando aproximadamente do sul da Sibéria até as Filipinas. São principalmente solitários, embora às vezes formem grupos soltos. Vivem principalmente em campo aberto e se alimentam de pequenos mamíferos.

## Descrição
O tartaranhão-alvinegro é uma ave de rapina de tamanho médio. Ele mede de 41 a 49 cm da extremidade da cauda até a ponta do bico. Os machos adultos pesam de 265 a 325 g, enquanto as fêmeas adultas pesam de 390 a 455 g.
Eles se empoleiram em juncos, postes ou no chão, raramente em árvores. Suas asas se estendem até o final da cauda, mas não passam da ponta.
O macho é preto na cabeça, no pescoço, no dorso, no peito e nas penas primárias de voo, e branco na asa dianteira, na garupa e no restante das partes inferiores. Tem olhos amarelos marcantes.
A fêmea tem aparência semelhante à do tartaranhão-caçador. Geralmente é marrom-escuro na parte superior e marrom-claro a branco na parte inferior, com estrias escuras e uma pequena garupa branca. Ao contrário do macho, geralmente tem olhos marrons.
O tartaranhão-alvinegro filhote se assemelha a um tartaranhão-caçador filhote. É mais escuro na parte superior do que a fêmea adulta, com uma rica coloração canela na parte inferior.
Em seu voo, o tartaranhão-alvinegro se assemelha mais ao tartaranhão-azulado em tamanho e forma. Suas asas são ligeiramente arredondadas nas pontas, longas e estreitas. A cauda é longa e arredondada.
Essa espécie voa de forma flutuante como os outros membros da família Circus, com algumas batidas de asa vagarosas intercaladas com deslizamentos. Ele desliza e voa com suas asas em um formato de V raso.

## Habitat e distribuição
A área de reprodução do tartaranhão-alvinegro se estende para o leste, aproximadamente do Lago Baical, no sul da Sibéria, passando pela Mongólia e pelo nordeste da China, até o sul da Coreia do Norte. Sua área de invernada vai do leste da Índia e do Sri Lanka, passando pelo sudeste da Ásia até as Filipinas e Bornéu. Seu habitat no norte é principalmente estepes ou arbustos de bétula pantanosos e, no sul, eles passam o tempo em arrozais e pântanos. Eles preferem um habitat aberto, mas podem tolerar um certo grau de cobertura de arbustos.
São encontrados em altitudes que variam desde o nível do mar até altitudes de até 2.100 m, mas normalmente se reproduzem a menos de 1.500 m.

### Movimentação
Esses pássaros se deslocam para o sul principalmente de setembro a outubro e voltam para o norte de março a maio. Alguns indivíduos podem permanecer no norte nos anos em que as ratazanas são abundantes. Há também algumas populações que vivem o ano todo no nordeste da Índia (Assão) e em Myanmar. Vagantes foram vistas no Japão.

## Comportamento

### Vocalizações
O macho emite repetidos chamados “kiiy yeee” e a fêmea emite um rápido “kee-kee-kee” durante o cortejo sexual. Se alarmada ou perturbada perto do ninho, a fêmea pode emitir um rápido “chak-chak-chak-chak-chak”. Em geral, eles são silenciosos, com exceção de um ocasional e ansioso “wek wek wek”.

### Dieta
Eles comem principalmente pequenos mamíferos, como musaranhos e ratos, e especialmente ratazanas. Ocasionalmente, eles comem pequenos pássaros, como cotovias e caminheiros, e, às vezes, rãs, lagartos, cobras e insetos, como besouros ou gafanhotos. Eles também foram observados comendo carniça.
Quando estão caçando, eles voam baixo e examinam o terreno meticulosamente.

### Reprodução
Essa é uma espécie que faz ninhos no solo, construindo-os principalmente com grama e outros materiais vegetais. Os ninhos são finos e têm 40-50 cm de largura.
A fêmea põe de 4 a 5 ovos em uma estação reprodutiva com intervalos de 2 dias e é a principal responsável pela incubação, que leva mais de 30 dias.
A cortejo sexual envolve exibições aéreas, como círculos altos, o macho mergulhando na fêmea, danças ondulantes no céu e passagens de comida. O macho é barulhento durante a exibição.

### Socialização
Essas aves são basicamente solitárias, mas podem formar grupos soltos em poleiros ou locais de alimentação ideais, bem como durante a migração.

## Taxonomia
O tartaranhão-alvinegro foi descrito formalmente pela primeira vez em 1769 por Thomas Pennant no Sri Lanka, originalmente colocado no gênero Falco antes de ser posteriormente colocado no gênero Circus, que foi introduzido por Bernard Germain de Lacépède em 1799.
Circus vem da palavra grega kirkos que significa círculo ou anel, em referência ao voo circular dos membros do gênero. Melanoleucos vem das palavras gregas melas e leucos, que significam preto e branco, respectivamente. Isso se refere à coloração do macho adulto e é paralelo ao nome comum do tartaranhão-alvinegro. “Alvinegro” é comumente usado para descrever animais com um padrão preto e branco.

## População/Conservação
O tartaranhão-alvinegro é classificado como espécie pouco preocupante de acordo com a IUCN, embora se acredite que a população esteja diminuindo, provavelmente devido à drenagem e ao desenvolvimento agrícola. Em 1986, mais de 14.500 pássaros foram contados voando sobre o nordeste da China durante um período de migração. Mais pesquisas atuais sobre o tamanho da população e as ameaças seriam valiosas.

## Galeria

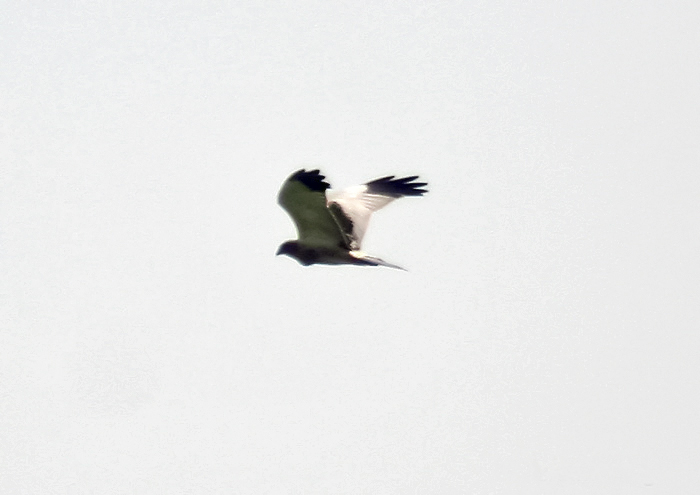
Perto de Hodal [en], no distrito de Faridabade, em Harianá, Índia.
Macho de Kole Wetlands, Thrissur, Kerala.
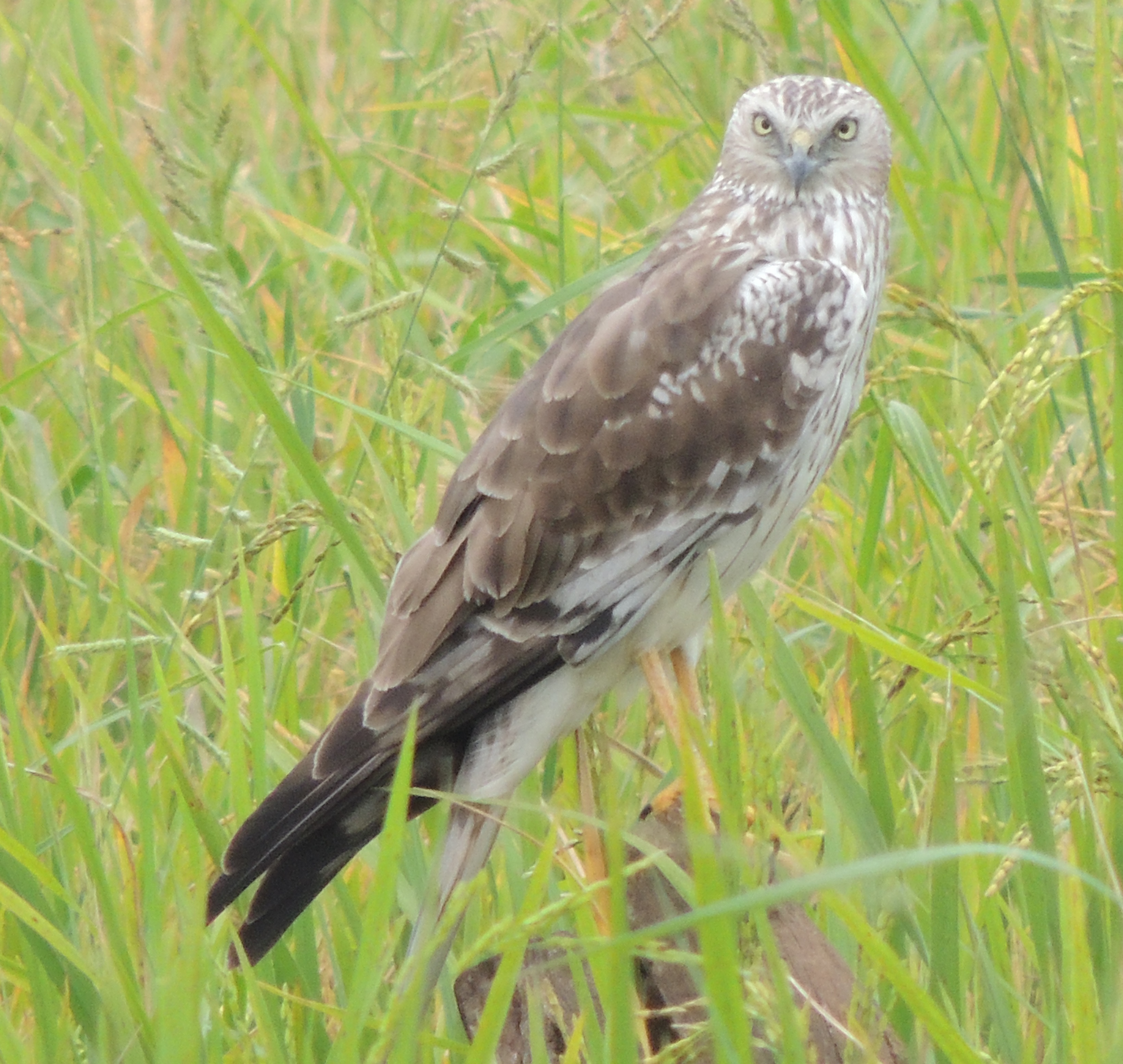
Fêmea de tartaranhão-alvinegro.